# ORAI1
ORAI1 (англ. ORAI calcium release-activated calcium modulator 1) – білок, який кодується однойменним геном, розташованим у людей на короткому плечі 12-ї хромосоми. Довжина поліпептидного ланцюга білка становить 301 амінокислот, а молекулярна маса — 32 668.
| 10         |  | 20         |  | 30         |  | 40         |  | 50         |
| ---------- |  | ---------- |  | ---------- |  | ---------- |  | ---------- |
| MHPEPAPPPS |  | RSSPELPPSG |  | GSTTSGSRRS |  | RRRSGDGEPP |  | GAPPPPPSAV |
| TYPDWIGQSY |  | SEVMSLNEHS |  | MQALSWRKLY |  | LSRAKLKASS |  | RTSALLSGFA |
| MVAMVEVQLD |  | ADHDYPPGLL |  | IAFSACTTVL |  | VAVHLFALMI |  | STCILPNIEA |
| VSNVHNLNSV |  | KESPHERMHR |  | HIELAWAFST |  | VIGTLLFLAE |  | VVLLCWVKFL |
| PLKKQPGQPR |  | PTSKPPASGA |  | AANVSTSGIT |  | PGQAAAIAST |  | TIMVPFGLIF |
| IVFAVHFYRS |  | LVSHKTDRQF |  | QELNELAEFA |  | RLQDQLDHRG |  | DHPLTPGSHY |
| A          |  |            |  |            |  |            |  |            |

A: Аланін

C: Цистеїн

D: Аспарагінова кислота

E: Глутамінова кислота

F: Фенілаланін

G: Гліцин

H: Гістидин

I: Ізолейцин

K: Лізин

L: Лейцин

M: Метіонін

N: Аспарагін

P: Пролін

Q: Глутамін

R: Аргінін

S: Серин

T: Треонін

V: Валін

W: Триптофан

Кодований геном білок за функціями належить до іонних каналів, фосфопротеїнів. 
Задіяний у таких біологічних процесах, як адаптивний імунітет, імунітет, транспорт іонів, транспорт, транспорт кальцію. 
Білок має сайт для зв'язування з молекулою кальмодуліну, іоном кальцію. 
Локалізований у клітинній мембрані, мембрані.